# Landkreis Kronach
Landkreis Kronach er den nordligste landkreis i regierungsbezirk Oberfranken,  i den tyske delstat Bayern.  Nabokreise er mod nord Landkreis Saalfeld-Rudolstadt i delstaten Thüringen, mod nordøst den ligeledes thüringske Saale-Orla-Kreis, mod øst Landkreis Hof, mod syd Landkreis Kulmbach og Landkreis Lichtenfels, mod sydvest Landkreis Coburg og i vest den thürinske Landkreis Sonneberg.

## Geografi
Kreisområdet ligger for en stor del i Frankenwald, der med højder op til 700 m dækker områderne mod mord, øst og sydøst. I sydvest ligger det Obermainische Hügelland med højder mellem 200 og 500 m. Her ligger blandt andet landreisens administrationsby (Kreisstadt) Kronach. Den bliver gennemløbet af floden Rodach, som også kaldes Zahme Rodach og den kildeflod Wilde Rodach, som har sit udspring i den nordøstlige del af kreisen, og løber mod sydvest gennem området og løber mod floden Main.  I Kronach løber den fra nord kommende Haßlach ud i Rodach

### Befolkning og religion
Af de over  70.000 indbyggere er omkring 56 % katolikker og 38 % protestanter. Kommunerne Wallenfels, Pressig og Steinbach am Wald er næsten udelukkende katolske. Küps og Mitwitz er derimod protestantisk præget. Andelen af udlændinge er med 4 % forhodsvis lav.

## Byer og kommuner
Kreisen havde 67135  indbyggere pr.  2018-12-31

Byer
1. Kronach (16874)
2. Ludwigsstadt (3396)
3. Teuschnitz (2000)
4. Wallenfels (2657)

Købstæder (markt)
1. Küps (7823)
2. Marktrodach (3746)
3. Mitwitz (2815)
4. Nordhalben (1650)
5. Pressig (3932)
6. Steinwiesen (3443)
7. Tettau (2061)

Kommuner
1. Reichenbach (667)
2. Schneckenlohe (1028)
3. Steinbach a.Wald (3111)
4. Stockheim (4948)
5. Tschirn (516)
6. Weißenbrunn (2850)
7. Wilhelmsthal (3618)

Kommunefri områder
1. Birnbaum (8,15 km²)
2. Langenbacher Forst (12,71 km²)

Verwaltungsgemeinschafte
1. Mitwitz
Mitwitz (Markt) og Schneckenlohe
2. Teuschnitz
Reichenbach, Teuschnitz (by) og Tschirn